# Ember.js
Ember.js est un framework open-source JavaScript tourné vers les applications web. Il s'appuie sur une architecture de type MVC (modèle-vue-contrôleur). Il permet aux développeurs de créer des applications web monopage supportant les montées en charge tout en utilisant à son avantage les bonnes pratiques du framework, la présence d'un data binding à double sens[Quoi ?] et son propre système de templating dynamique[Quoi ?].
Ember est actuellement utilisé par : Yahoo, LinkedIn, Netflix, Square, Heroku, Apple, NBC News et des dizaines d'autres.

## Ember 2.0
Ember 2.0 introduit de larges changements. Notamment le pattern MVC (modèle-vue-contrôleur) est remplacé par un modèle de type modèle-route-composant (MRC). Le databinding à double sens est quant à lui remplacé par le "data down action up" (DDAU). 

Beaucoup de ces changements proviennent du framework React.

## Histoire
En décembre 2011, le framework alors nommé SproutCore 2.0 est renommé en Amber.js puis Ember.js, dans le but d'éviter toute confusion avec les ressources de SproutCore 1.0,. Le framework a été créé par Yehuda Katz, un membre de jQuery, Ruby on Rails et de l'équipe issue de SproutCore.

### Supports navigateurs
Le support pour Internet Explorer 8 a été stoppé depuis la version 2.0 et supérieur. 
Internet Explorer 9 et supérieurs restent supportés.